# Ярыгин, Николай Владимирович
Николай Владимирович Ярыгин (род. 13 февраля 1971 года, Москва, СССР) — российский травматолог-ортопед, член-корреспондент РАН (2016).

## Биография
Родился 13 февраля 1971 года в Москве.
Член медицинской династии Ярыгиных:
- сын советского и российского биолога, академика РАМН В. Н. Ярыгина (1942—2013);
- племянник советского и российского биохимика, члена-корреспондента РАМН и РАН К. Н. Ярыгина (род. 1948);
- внук советского патоморфолога, ректора Ярославского медицинского института Н. Е. Ярыгина (1917—2004).

В 1994 году окончил лечебный факультет Российского университета медицины Министерства здравоохранения Российской Федерации, а в 1996 году — ординатуру по специальности травматология и ортопедия. Работая в РосУниМеде, прошёл путь от ассистента до заведующего кафедрой медицины катастроф (с 2004 года).
В 1999 году защитил кандидатскую диссертацию на тему: «Оперативное лечение первичных доброкачественных костных опухолей и опухолей подобных заболеваний с применением кристаллического химотрипсина», в 2003 году — докторскую диссертацию на тему: «Энзимо- и иммунотерапия в комплексном лечении больных с посттравматическим остеомиелитом».
В 2016 году избран членом-корреспондентом РАН.
Ведет исследования в области лечения политравм, остеомиелитов костей конечностей, артрозов.
Автор 258 научных работ, в том числе 9 монографий и учебных пособий и 32 патентов.